# Przybyli ułani pod okienko
Przybyli ułani pod okienko – polska pieśń wojskowa napisana w 1914 przez Feliksa Gwiżdża, który stworzył tekst do melodii ludowej.
Początkowo nosiła nazwę Pieśń czwartego szwadronu, z której wywodziło się późniejsze określenie "czwartacy" w wersie Otwieraj, nie bój się, to czwartacy.

## Tematyka
Pieśń charakteryzuje się swawolnym charakterem i wesołą melodią. Opowiada o ułanach, którzy proszą pewną pannę o napojenie ich koni. Gdy zostają zapytani o cel swej podróży, wyliczają miejscowości, które będą musieli przemierzyć na szlaku bojowym. W pełnym zapisie z 1914 pieśń wymienia kolejno Warszawę, Wilno, Lwów, Kijów (do serca – do Rusi, do Kijowa), Berlin, Hamburg, Drezno, Tyrol, Poznań i Kraków, a jej bohaterowie zapewniają, że powieszą Wilhelma II Hohenzollerna (cesarza Niemiec), Paula von Hindenburga i Augusta von Mackensena (dowódców wojsk niemieckich) i Karola I Habsburga (cesarza Austrii). Pieśń kończą słowa ułanów, w których wyrażają nadzieję na odzyskanie przez Polskę niepodległości.

## Historia
Przybyli ułani pod okienko zyskała popularność, będąc śpiewaną najpierw przez ułanów, a następnie w czasach międzywojennych i współczesnych. Obecnie znana w wersji skrótowej. Utwór znalazł się w albumie popowym Marysia biesiadna Maryli Rodowicz z 1995 roku. Przybyli ułani to również tytuł polskiego filmu tragikomicznego w reżyserii Sylwestra Chęcińskiego z 2005, którego akcja dzieje się jednak w czasach współczesnych.

## Wykonania
Pieśń podczas Koncertu dla Niepodległej 10 listopada 2018 na Stadionie Narodowym w Warszawie dla 37000-nej publiczności wykonał zespół Mała Armia Janosika.